# 견섬유

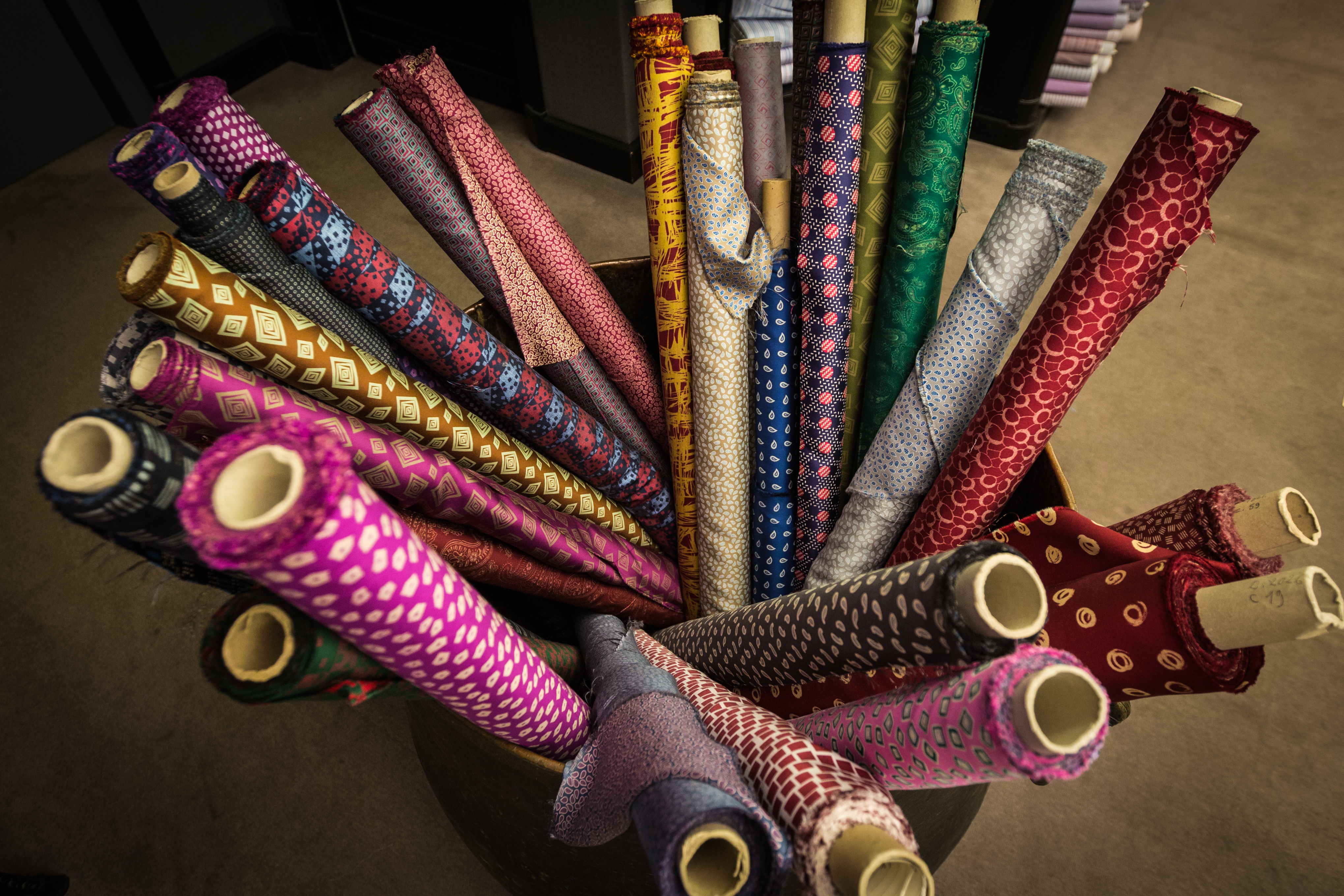

견섬유(絹纖維, silk)는 누에 고치에서 얻은 천연 단백질 섬유다. 이것으로 짠 천을 견직물(絹織物)이라 한다.

## 역사
견의 직조에 대한 기원은 명확치 않고 이집트나 중국 기원설 등이 있다. 중국에서는 지금으로부터 약 4천 6백년전 주나라 왕실에서 견직물을 왕의 의복으로 사용하였으며, 개선장군에게 금포(錦袍)를 하사하였다는 기록이 전해지고 있다. 한(漢)나라 때에는 실크로드를 따라 중앙아시아나 서양으로 전해지기 시작했다고 한다.
견직물은 아시아의 대부분 지방에서 가장 귀한 옷감으로 취급되었으며, 아주 오래전부터 동아시아의 중요한 수출품으로 자리잡았다. 견직물은 도자기, 향신료 등과 함께 산업혁명 이전 시대의 무역에서 무역량이 큰 상품 가운데 하나였다.
6세기 중반에 견의 직조 기술이 중국으로부터 중동과 유럽으로 전파되었고, 9세기에 시칠리아가 아랍에 점령당했을 때 견직이 성행하게 되었다. 그후 유럽전역으로 견의 직조술이 전파되었고 16세기에는 프랑스 남부 리용(Lyon)에서 비단산업이 번창하였다. 견직산업은 17세기에 인도산 면직물인 캘리코(Calico)와 모슬린(Muslin)이 대량으로 수입되면서 다소 위축되었고, 18세기 후반에 산업혁명으로 수력과 증기력을 이용한 면 방적기 및 직기가 발명되면서 타격을 받았다. 19세기 말에는 프랑스의 누에농가에 페브린병 (누에 전염병)이 돌아 심각한 피해를 입기도 했다. 노세마봄비시스라는 소포자충에 의해 발생하는 누에 미립자병은 파스퇴르와 제르네의 노력으로 의해 1865년에 원인이 밝혀지며 위기에서 벗어날수 있었다.
견은 양모·면·삼베 등 천연섬유 그리고 가죽과 함께 기본적인 옷감이었으나 얻기 어렵고, 강하면서도 가볍고 아름다운 광택감 등의 특징 덕분에 가장 선호도가 높았다. 따라서 섬유 중에서 최고의 가치를 지닌 견에 대한 인류의 동경이 인공적으로 견을 생산하려는 과학적 시도를 하게 만들었다. 2차 산업혁명기에 많은 과학자들의 연구 결과 19세기 후반에서 20세기 초에 다양한 종류의 인조견사와 합성섬유가 발명되었다. 1885년에 인조견사 ‘샤르도네견(絹)’가 발명되었고 이어서 재생섬유인 레이온(1891년) 과 유리섬유(1925년)가 개발되었다. 그러던중 1935년에 미국인 월리스 캐러더스가 20세기 최고의 발명품 중에 하나라는 평가를 받는 나일론(Nylon)을 발명한 후 천연 견에 대한 수요가 줄어들며 고급 옷감 정도로 이용되고있다.

## 종류
- 사(絲, silk thread): 누에고치에서 뽑아낸 실.
- 견(絹, fine silk tabby): 사(絲) 가운데 최고 상등품인 잠견사를 평직으로 균질하게 직조한 고급 직물.[15]:497
- 금(錦, polychrome woven silk, brocade): 선염한 색사를 중조직으로 문양을 넣은 직물.[15]:497
- 능(綾, twill damask): 사를 능직으로 짠 치밀하고 탄력이 좋은 직물.[15]:498
- 단(緞, satin ): 사를 수자직으로 짠 직물.[15]:498 공단, 우단, 양단 등이 있다.
- 라(羅, complex gauze, leno): 인접한 사끼리 꼬임을 주어 반투명 효과를 준 익조직 직물.[15]:498 교차하는 사의 개수에 따라 이경교라(= 사), 삼경교라, 사경교라가 있다. 공정을 단순화한 것이 항라(亢羅)이다.
- 사(紗, simple gauze): 라의 일종으로 2올의 경사를 교차해 꼬는 이경교라.[15]:498 숙고사, 생고사, 갑사, 화문사, 도류사 등이 있다.
- 주(紬, spun silk tabby): 중등품 사를 사용한 평직 직물. 비단(緋緞)이라고도 한다. 견에 비해 급이 떨어진다. 다양한 종류의 주가 있었으나 현재는 명주(明紬)만 전한다.[15]:499
- 기(綺): 평직를 바탕으로 위에 능직이나 수자직으로 무늬를 넣은 것. 조선시대 이후로는 문주(紋紬)라고 했다.[15]:499
- 초(射, raw silk tabby): 정련하지 않은 견사 생사로 평직한 고급 직물. 그 위에 능직이나 수자직으로 문자를 넣으면 문초(紋射)라고 한다.[15]:500

## 생산
견섬유는 약 30여 국가에서 생산되고 있다.
| 주요 견섬유 생산국 — 2005년 | 주요 견섬유 생산국 — 2005년 | 주요 견섬유 생산국 — 2005년 | 주요 견섬유 생산국 — 2005년 | 주요 견섬유 생산국 — 2005년 |
| 국가 | 생산액 ($1000)              | 비고                        | 생산량 (MT)                 | 비고                        |
| --- | --------------------------- | --------------------------- | --------------------------- | --------------------------- |
| 중화인민공화국 | 978,013                     | C                           | 290,003                     | F                           |
| 인도 | 259,679                     | C                           | 77,000                      | F                           |
| 우즈베키스탄 | 57,332                      | C                           | 17,000                      | F                           |
| 브라질 | 37,097                      | C                           | 11,000                      | F                           |
| 이란 | 20,235                      | C                           | 6,000                       | F                           |
| 태국 | 16,862                      | C                           | 5,000                       | F                           |
| 베트남 | 10,117                      | C                           | 3,000                       | F                           |
| 조선민주주의인민공화국 | 5,059                       | C                           | 1,500                       | F                           |
| 루마니아 | 3,372                       | C                           | 1,000                       | F                           |
| 일본 | 2,023                       | C                           | 600                         | F                           |
| F = 국제연합식량농업기구, C = 산출량; 산출액은 1999-2001 국제가격 기준 출처: Food And Agricultural Organization of United Nations: Economic And Social Department: The Statistical Devision |                             |                             |                             |                             |

## 견섬유의 이용
견섬유를 뽑아 이용하기까지의 과정은 다음과 같다.

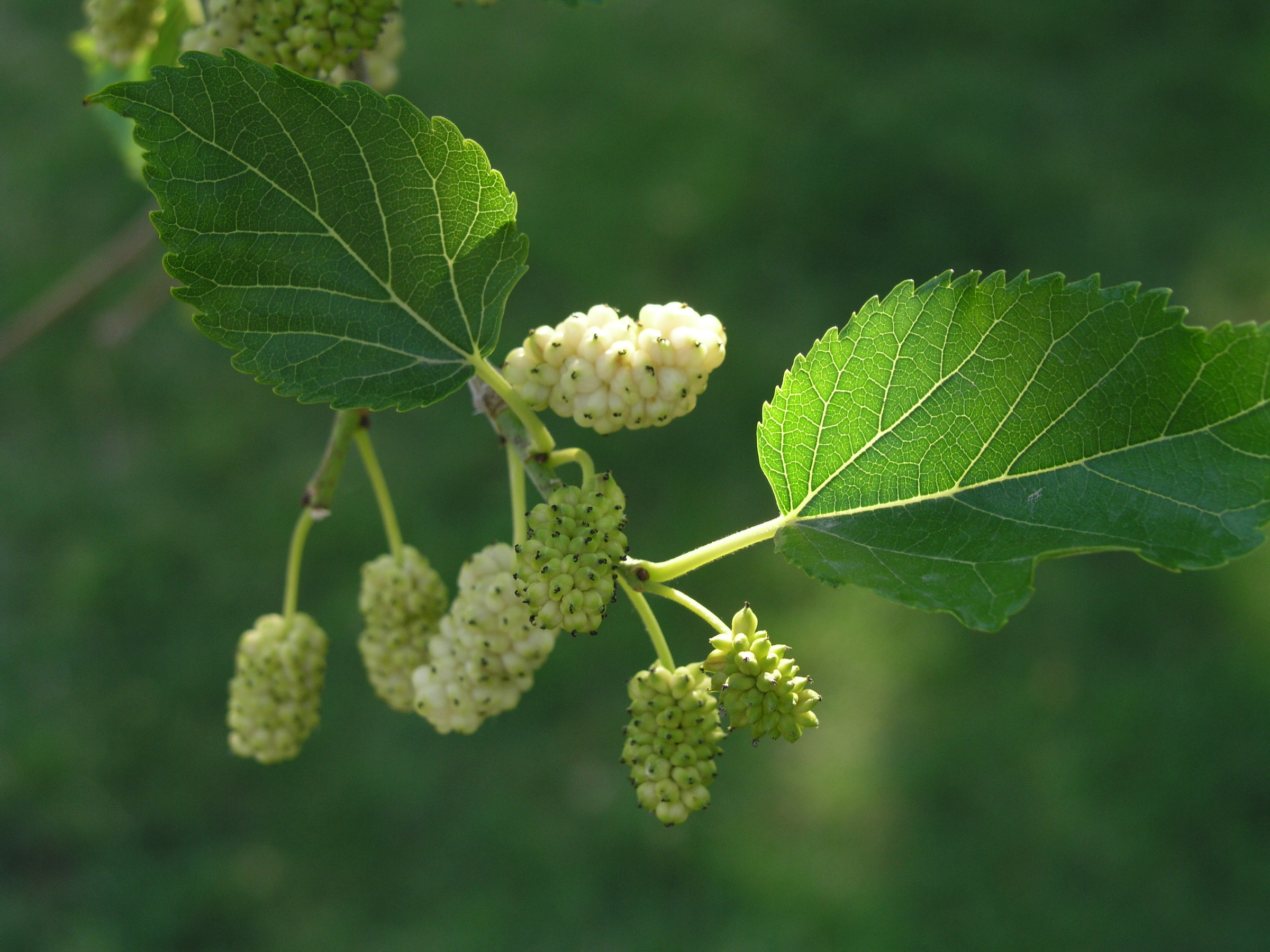
누에 유충의 먹이는 뽕나무 잎이다.
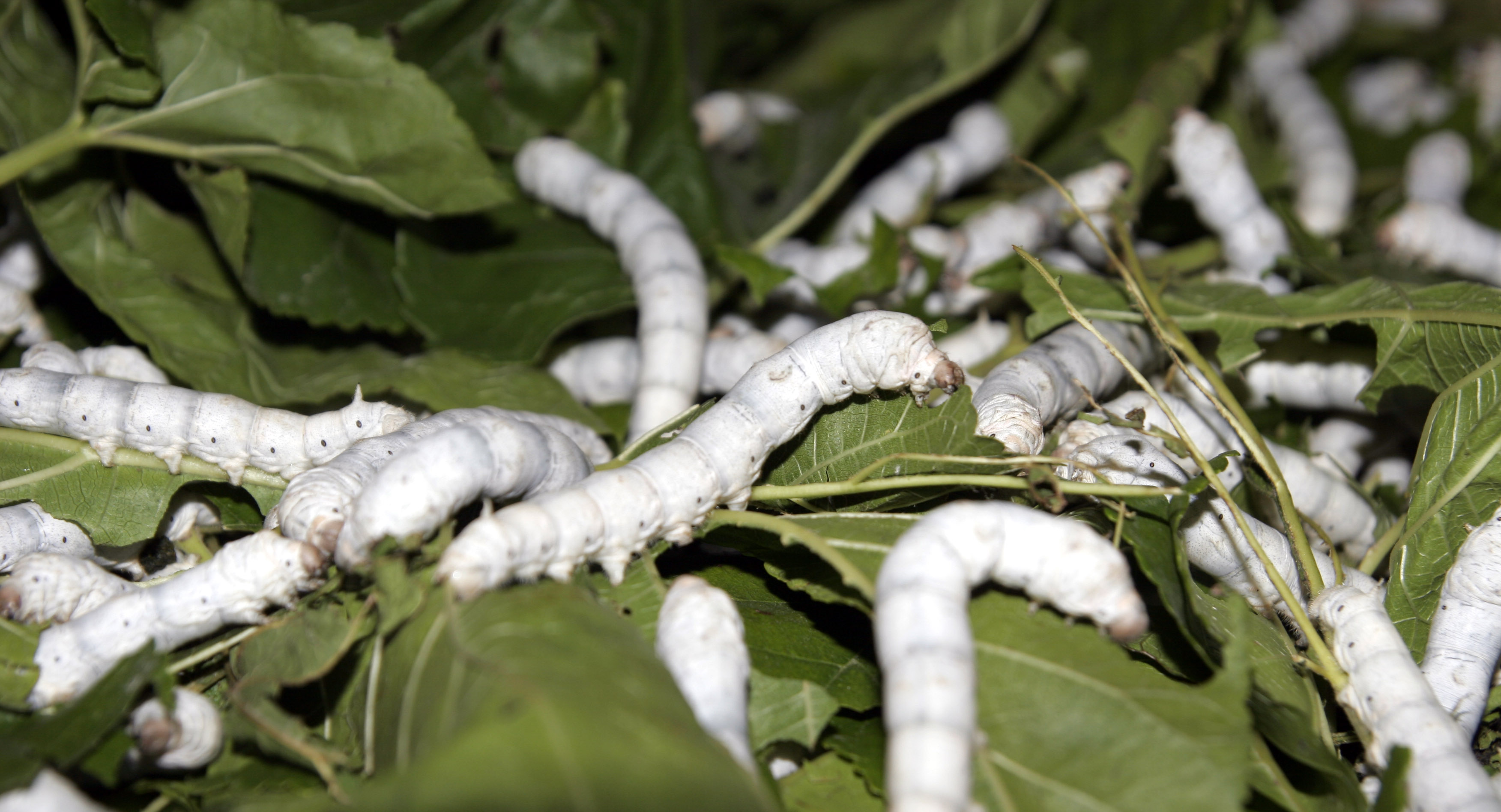
누에 유충은 자라면서 마디가 늘어나는데 마디 늘어날 때마다 1령, 2령과 같이 부른다. 5령이 되면 고치를 짓는다.
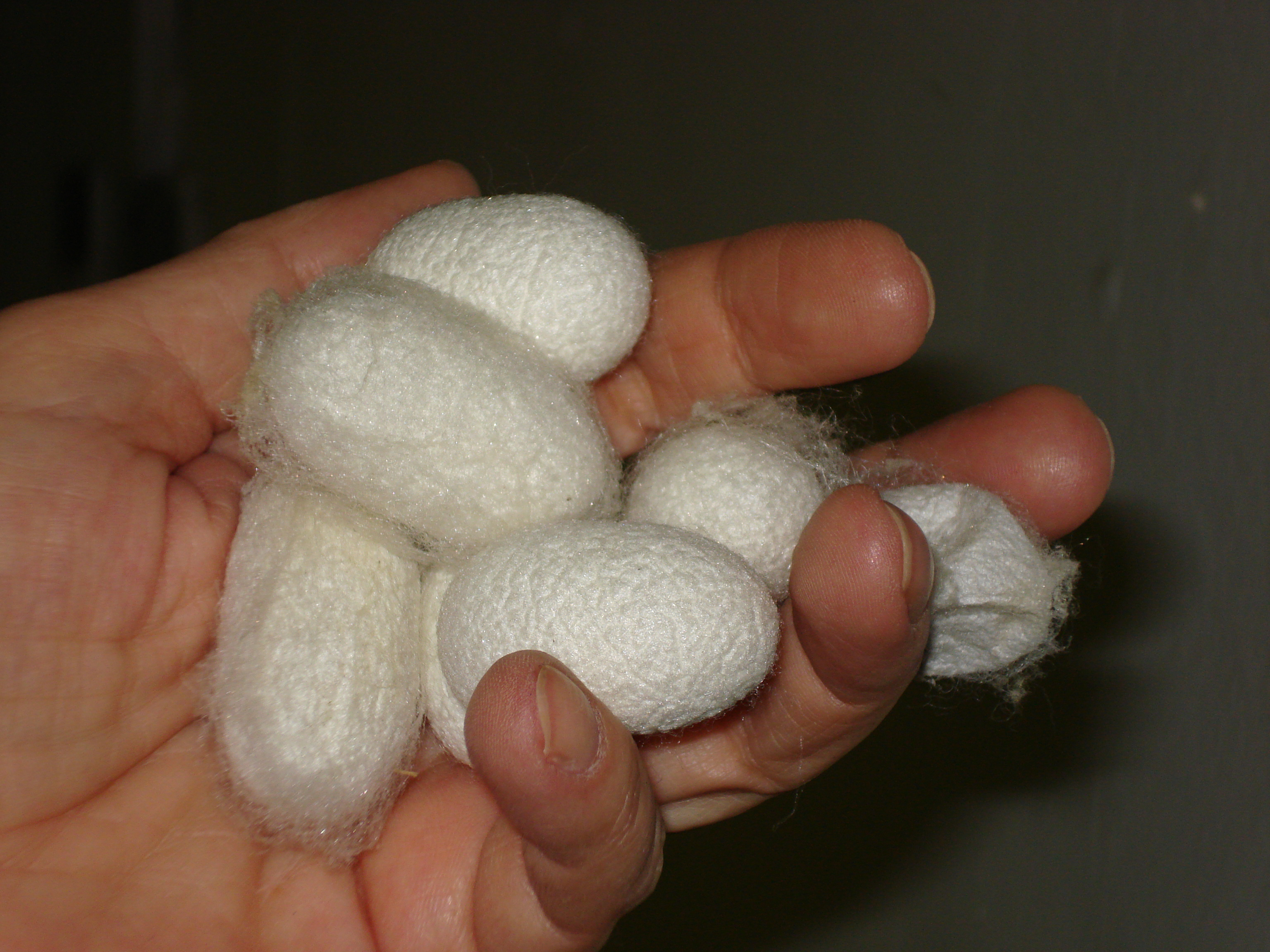
누에고치의 모습
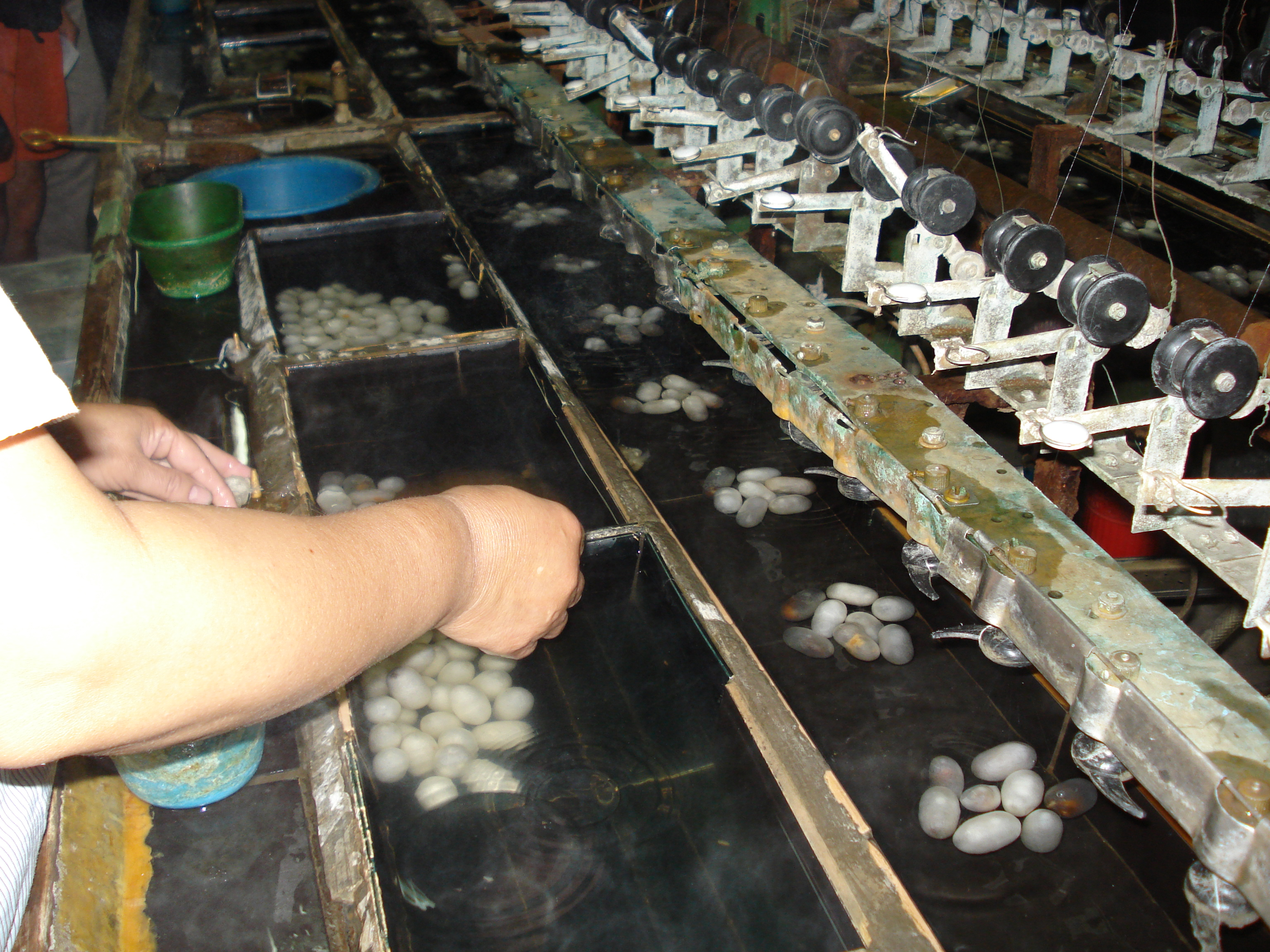
누에고치를 삶아 비단을 뽑는다. 한국에서는 고치를 뽑고 난 번데기를 식용한다.
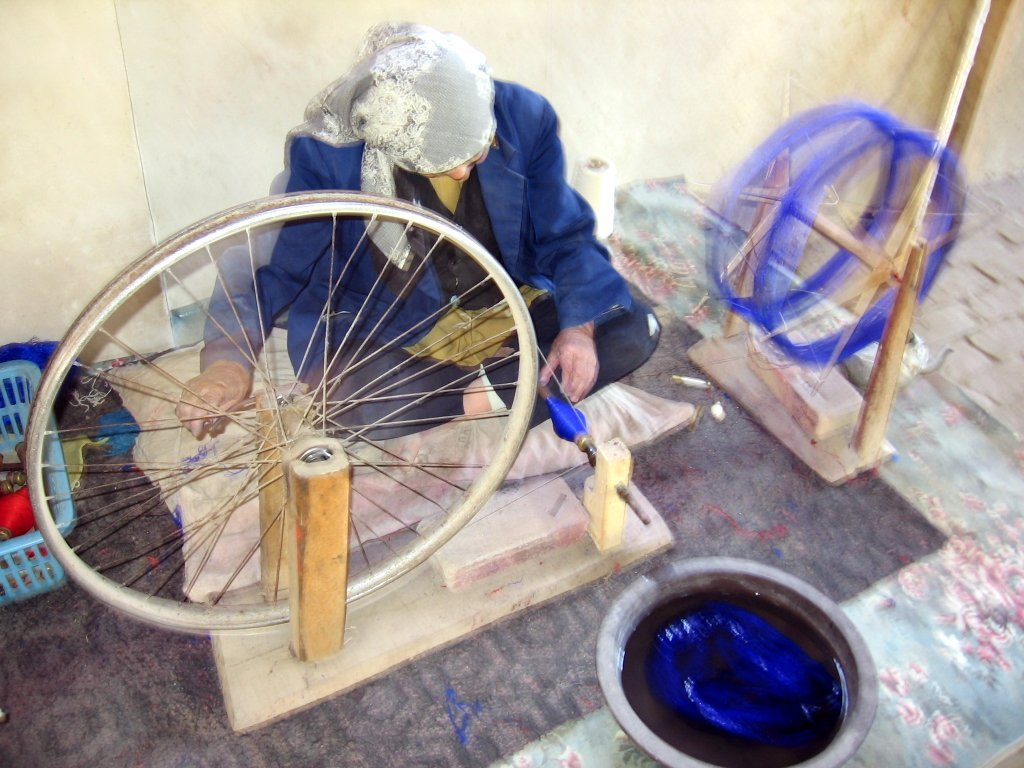
염색된 고치에서 실을 잣는 모습
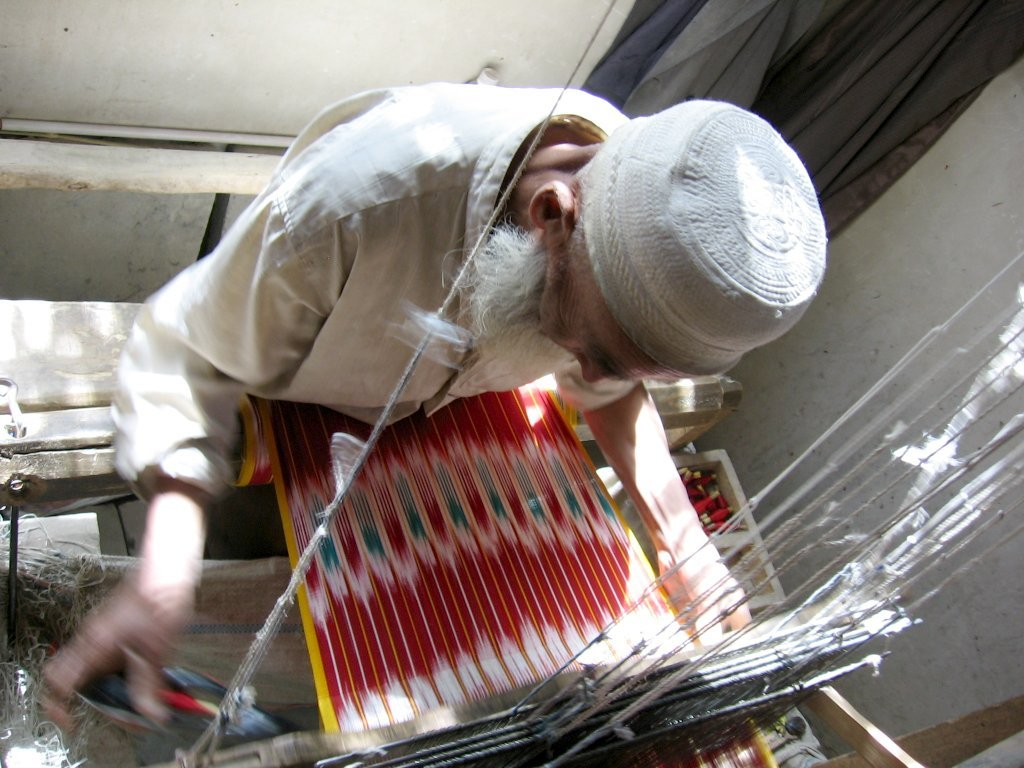
견사로 천을 짜는 모습
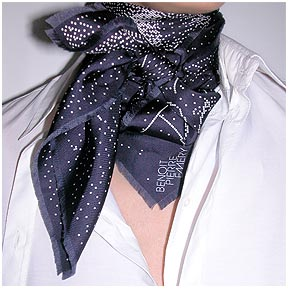
견직 스카프
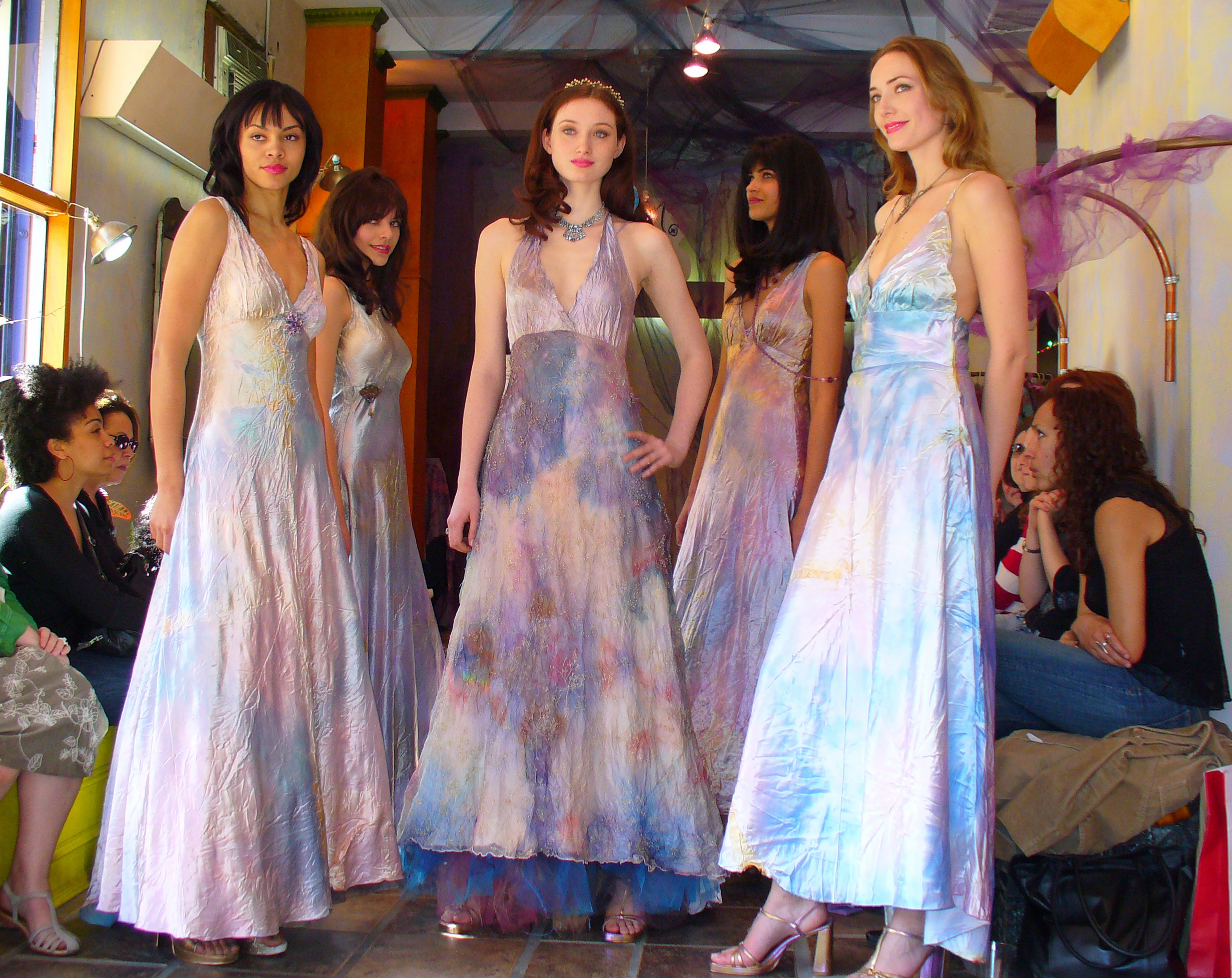
견직물 옷

## 같이 보기
- 양잠업
- 동물섬유#비단: 섬유로서의 견의 쓰임
- 야생 명주